# Complementizer
Mit dem englischen Begriff Complementizer bzw. der eingedeutschten Form Komplementierer (Kategoriesymbol C) bezeichnet man in der Linguistik, vor allem in der generativen Grammatik, einen Bestandteil der Satzstruktur, der unter anderem von unterordnenden Konjunktionen markiert wird. Das heißt, es sind Einheiten, die sich mit einem Kernsatz aus Subjekt und Prädikat verbinden und diesen z. B. zu einem eingeleiteten Nebensatz erweitern können. Hierbei bestimmt der Komplementierer die entstehende Satzart (z. B. Aussage- oder Fragesatz, die sich hinsichtlich der Bestandteile Subjekt und Prädikat ja nicht unterscheiden).
Die Klasse der Komplementierer umfasst zunächst die unterordnenden Konjunktionen (Subjunktionen) wie z. B. dass, ob oder weil. Die Konjunktion ob erweist sich als Komplementierer, da sie den Nebensatz, den sie einleitet, als (eingebetteten) Fragesatz charakterisiert, hingegen markiert dass einen (eingebetteten) Aussagesatz. Der Begriff Komplementierer ist jedoch weiter gefasst, denn er schließt ebenso unausgesprochene („phonetisch leere“) Elemente ein, die nur in Form von Merkmalen in der abstrakten Darstellung der Satzstruktur anwesend sind. In dieser abstrakteren Form können dann nicht nur Nebensätze, sondern auch Hauptsätze ein solches Element enthalten. Beispielsweise wird die Position, die im Feldermodell des deutschen Satzes traditionell als die „linke Satzklammer“ bezeichnet wird, in vielen Theorien ebenfalls als Komplementierer identifiziert, unabhängig davon, womit die Position besetzt ist (im Verbzweit-Satz enthält sie dann z. B. das finite Verb). Somit bezieht sich der Begriff Komplementierer in erster Linie auf eine Position mit grammatischen Merkmalen in der abstrakten Satzstruktur, erst in zweiter Linie auch auf bestimmte Wörter, die in diese Position eingesetzt werden.
Soweit es um Konjunktionen geht, werden entsprechend der Begriffsherkunft in diesem Artikel vor allem Aspekte dargestellt, die sich aus dem Modell der generativen Grammatik ergeben, für einen allgemeineren Überblick siehe den Artikel Konjunktion (Wortart).

## Herkunft der Bezeichnung
Die Bezeichnung complementizer wurde von Rosenbaum (1967) eingeführt. Sie bezog sich ursprünglich darauf, dass Nebensätze die Rolle einer vom Verb verlangten Ergänzung (engl. complement) haben können und hierbei von einer Konjunktion eingeleitet werden, z. B. in Fällen wie:
```
Ich weiß, 
dass
 er ein Auto hat.

Ich weiß nicht, 
ob
 er ein Auto hat.
```

Der Begriff etablierte sich dann jedoch für die satzeinleitende Position als solche, daher können auch alle anderen Typen von Nebensätzen Komplementierer aufweisen, etwa ein Adverbialsatz mit obwohl.

## Abgrenzung
Keine Komplementierer sind Fragewörter und Relativpronomen (jedenfalls nach überwiegender Lehrmeinung), da es sich bei diesen um Vertreter ganzer Konstituenten handelt. Man sieht dies an Fällen, wo Frage- oder Relativsätze von einer ganzen Wortgruppe eingeleitet werden (im Extremfall bis hin zur sogenannten Rattenfängerkonstruktion im Beispiel e.):
```
a.  
Ich weiß nicht mehr, 
wer
 angerufen hat.

b.  
Ich weiß nicht mehr, 
mit wem
 ich telefoniert habe.
```

```
c.  
Der Mann, 
der
 angerufen hatte...

d.  
Der Mann, 
mit dem
 ich zu telefonieren glaubte...

e.  
Leute, 
mit denen zu telefonieren
  er sich eingebildet hatte...
```

Komplementierer können hingegen nie zu größeren syntaktischen Gruppen ausgebaut werden, insbesondere fungieren sie nicht selbst als Ergänzungen anderer Kategorien (so wie in den obigen Beispielen wem und dem  als Ergänzung einer Präposition auftreten).
In Relativsätzen des Englischen gibt es zwei Varianten, nämlich Relativsätze mit „wh“-Wörtern (who usw.) und solche mit that. Hierbei ist that anscheinend ein Komplementierer, aber who ein Relativpronomen. Eine ähnliche Unterscheidung existiert bei Ja/Nein-Fragen; hier gibt es Argumente dafür, dass das Englische if in Fragesätzen eine Konjunktion ist, das gleichbedeutende whether jedoch eine Phrase, die anderen wh-Wörtern entspricht.

## Komplementierer in der Struktur des Satzes

### Phrasenstruktur
Komplementierer bilden mit dem übrigen nachfolgenden Satz zusammen eine Konstituente, die wiederum z. B. als syntaktische Ergänzung eines Verbs fungieren kann:
```
Ich weiß nicht,   
[
  ob  [ er angerufen hat ] 
 ]
 

Ich weiß   
es
   nicht
```

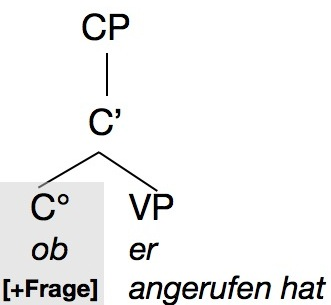
Konjunktion ob in der Position des Komplementierers C°

Nach einer Analyse, die maßgeblich von Noam Chomsky 1986 vertreten wurde, fügen sich Komplementierer in das System der X-Bar-Theorie ein, indem es sich um Köpfe der Kategorie C handelt, die eine eigene Phrase (CP) aufbauen. Der weitere Satz ist also ihr Komplement. (Dieser ist in den Diagrammen für das Deutsche als Verbalphrase dargestellt, zur Begründung siehe z. B. Haider 2006).
Wenn man im Deutschen solche Nebensätze als „ob-Satz“, „dass-Satz“ etc. bezeichnet, kommt in dieser Redeweise ebenfalls zum Ausdruck, dass die Konjunktionen ob / dass Köpfe sind, die den Typ des gesamten Satzes charakterisieren. Frage- und Relativpronomen sind in der X-Bar-Theorie hingegen Phrasen, die den Spezifikator von CP besetzen (siehe nächster Abschnitt).
In der älteren Literatur (z. B. Chomskys Rektions- und Bindungstheorie von 1981) nahm man stattdessen eine undifferenzierte Position vor dem Kernsatz an, die verschiedene Arten von Material aufnehmen konnte und sich nicht als Kopf verhielt, diese wurde üblicherweise als COMP abgekürzt. Statt des Schemas CP = C° + VP (oder CP = C° + IP) begegnet in diesen älteren Arbeiten dann ein Schema S’ = COMP + S.

### Leere Komplementierer

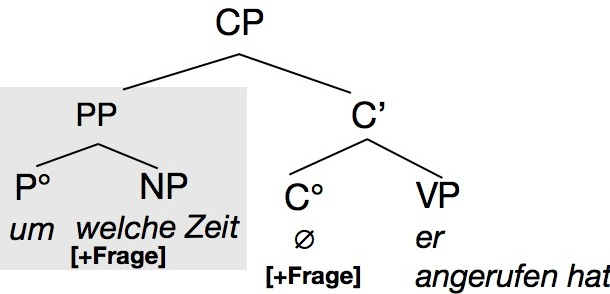
Komplexe Phrase (PP) als Spezifikator von CP, mit leerem Kopf C°

Wenn der Unterschied zwischen Köpfen und Phrasen konsequent angewandt wird, ergibt sich aus der X-Bar-Theorie, dass auf der Ebene der Komplementierer zwei verschiedene Positionen anwesend sind: Dem Komplementierer als Position für eine elementare Einheit (einem Kopf) geht eine Position voran, die eine Phrase aufnimmt, der Spezifikator. Komplexe satzeinleitende Gebilde können dann nur in dieser Position vorkommen. Die Baumdiagramme illustrieren diesen Unterschied für die Beispiele (Ich weiß nicht) ob er angerufen hat bzw. (Ich weiß nicht) um welche Zeit er angerufen hat. Im zweiten Satz ist die Position des Komplementierers C konsequenterweise leer. Da der ganze Satz ein Fragesatz ist, muss allerdings angenommen werden, dass der Kopf immer das Fragemerkmal trägt, auch wenn er phonetisch leer ist.
Dass in solchen Fällen ohne Konjunktion die Position des Komplementierers tatsächlich separat existiert, sieht man an Daten aus deutschen Dialekten, in denen sowohl ein Relativ- bzw. Fragepronomen als auch ein Komplementierer hintereinander auftauchen, z. B. in folgendem Beispiel des Bairischen:
```
[A Meichmaschin] is a komplizierta Apparat mit (…)

vier Saugnäpf, 
de wo
 an de Zitzn vo da Kua oneghengt wern.

(vier Saugnäpfen, 
die wo
 an die Zitzen von der Kuh angehängt werden.)
```

Hier fungiert de als Relativpronomen (und damit als Phrase, also Spezifikator) und das Nachfolgende wo ist ein Relativsatz-Komplementierer, den es im Standarddeutschen nicht gibt (es handelt sich nicht um das gleichlautende Fragepronomen wo, weil es in dem bairischen Beispiel in keiner Weise einem Adverbial der Ortsangabe entspricht). Hieraus ergibt sich die Schlussfolgerung, dass das Standarddeutsche nach dem Relativpronomen noch eine leere Position aufweisen sollte, wie in den Baumdiagrammen bereits dargestellt:
```
… vier Saugnäpfe, 
die  –
 an die Zitzen der Kuh angehängt werden.
```

### Komplementierer als Position im Satz
In Modellen der generativen Grammatik kann die Position des Komplementierers auch mittels einer Bewegungstransformation mit anderem Material besetzt werden, wenn sie zunächst ohne Besetzung erzeugt wurde. So wird der Verbzweitsatz und der Verberstsatz im Deutschen als Bewegung des Verbs in die Position C beschrieben. Zum Beispiel hat man im Deutschen bei Bedingungssätzen die Wahl, ob man die Konjunktion wenn verwenden will oder stattdessen das Verb in dessen Position nach vorne ziehen will:
```
Wenn
 die Stelle nicht mit einer Frau besetzt werden kann, darf sie auch einem Mann angeboten werden

Kann
 die Stelle nicht mit einer Frau besetzt werden  – , darf sie auch einem Mann angeboten werden
```

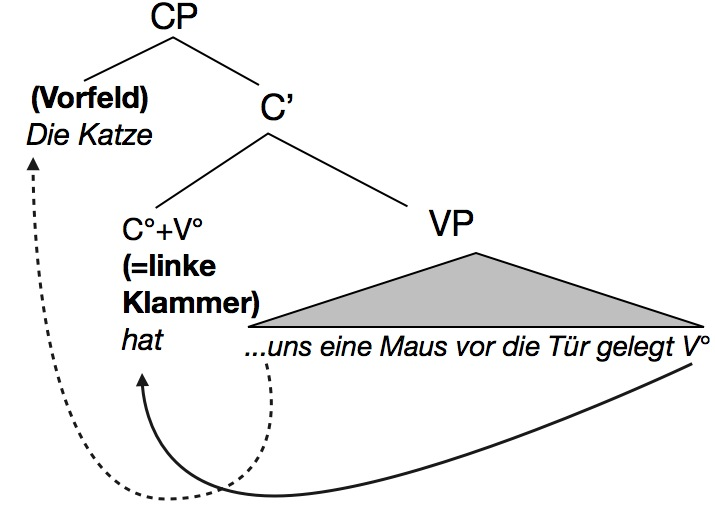
Verbzweitsatz abgeleitet durch Verbbewegung nach C° (mit dem Mittelfeld als VP, nach Haider (2006))

Entsprechend wird angenommen, dass derselbe Zusammenhang zwischen Verb-Voranstellung und der C-Position auch im deutschen Hauptsatz besteht, d. h., dass auch dieser als eine Besetzung der C-Position durch das finite Verb aufzufassen ist, wie in nebenstehendem Baumdiagramm.

## Verbindungen zwischen Komplementierer und Flexion
In der traditionellen deutschen Grammatik werden Konjunktionen als unflektierbare (unveränderliche) Wörter klassifiziert. Es gibt jedoch in süddeutschen Dialekten viele Konstruktionen, wo sie Formen ausbilden, die dieselben Merkmale zeigen wie das finite Verb des Satzes, etwa in dem bairischen Beispiel:
```
Wannst    du des ned  woaßt,       wer sonst?

wenn-2.sg du es nicht weißt(2.sg), …
```

Dieselbe Erscheinung findet sich unabhängig davon auch in anderen germanischen Sprachen, z. B. im Friesischen:
```
dat-st     do  jûn         komst

dass-2.sg  du  heute-abend kommst
```

Dass ein Zusammenhang zwischen Finitheit und dem Komplementierer besteht, zeigt sich auch in anderer Hinsicht: Konjunktionen verlangen i. d. R. entweder finite Verben in ihrer Ergänzung oder Infinitive. So kann z. B. die Konjunktion dass nur mit finiten Sätzen erscheinen, während um eine Konjunktion ist, die zusammen mit einem Infinitiv einen Nebensatz bildet (Um-zu-Satz):
```
dass er arbeitet
  /  *NICHT: * 
dass (zu) arbeiten

um zu arbeiten
  /  *NICHT: * 
um er arbeitet
```

In beiden Fällen liegt ein Komplementierer vor, der an seinem nachfolgenden Kernsatz ein Finitheitsmerkmal regiert.